# Daniel Norlindh
Daniel Norlindh, född 1662 på Månsbo i Grytnäs socken (idag en del av Avesta), död 1728 i Stockholm, var en svensk biskop.

## Biografi
Daniel Nordlindh föddes i Avesta som son till landsdomaren i Västerdalarna och stadssyndikus i Falun, Erik Erlandsson Norenius och Catharina Brander, vars far Hans Ersson var rådman i Falun. Han sattes 1672 under professor Jonas Columbus' handledning vid Uppsala universitet och begav sig 1687 efter avlagd filosofie kandidatexamen och gradualdisputation på en resa till Tyskland, Holland och England. 1691 blev han filosofie magister varefter han lät prästviga sig. Han hade först tjänst som pastor i Dalregementet, blev sedan kyrkoherde i Folkärna och kallades 1700 till hovpredikant och lärare till hertig Carl Fredrik av Holstein, för att sedan bli kyrkoherde i Riddarholmen och Clara församling i Stockholm. 
1717 utnämndes han till superintendent i Karlstad stift samt 1718 biskop i Strängnäs stift, blev teologie doktor primus 1719, och fortsatte att verka som biskop i Strängnäs till sin död 1728. Från 1710 deltog han i riksdagarna, var i allmänhet konungskt sinnad och stod i mycken gunst hos sin överhet.
1698 gifte sig Nordlindh med Anna Brunner, dotter till professor Martin Brunnerus och Elsa Poppelman. Deras dotter Sophia Norlindh var gift två gånger. I äktenskapet med statskommissarie Christoffer Christoffersson blev hon stammoder till adliga, friherrliga och grevliga ätterna Adlersparre. I sitt andra äktenskap, med kungliga protokollsekreteraren Mattias Steuch, blev hon mor till Anna Sophia, stammoder till Bruncrona.